# アダ・ツィガンリヤ
アダ・ツィガンリヤ（セルビア語:Ада Циганлија / Ada Ciganlija、発音:[ˈaːda tsiˈɡanlija]）は、セルビアの首都・ベオグラードにある、サヴァ川に浮かぶ中州であり、人工的にサヴァ川右岸と接続されて半島となっている。島は単にアダ（Ада）と通称され、また「アダ・ツィガンリヤ」の名は、単にその中州のみではなく、人工的にサヴァ川から切り離されて湖となったサヴァ湖や、湖岸のビーチを含めて使われることも多い。
かつては一般の人々は近寄れない、四方を川に囲まれたぬかるんだ土地であり、公的な処刑の場となっていたが、島が河岸と接続されてビーチやスポーツ施設などの開発が進むと、レクリエーションの場として人気が高まり、夏には毎日10万人以上、週末には最大で30万人が訪れるようになった。その人気の高まりにより、市民からはベオグラード海（More Beograd）と呼ばれ、2008年には公式にアダ・ツィガンリヤの広告スローガンとして「More BeogrADA」が使われた。

## 場所

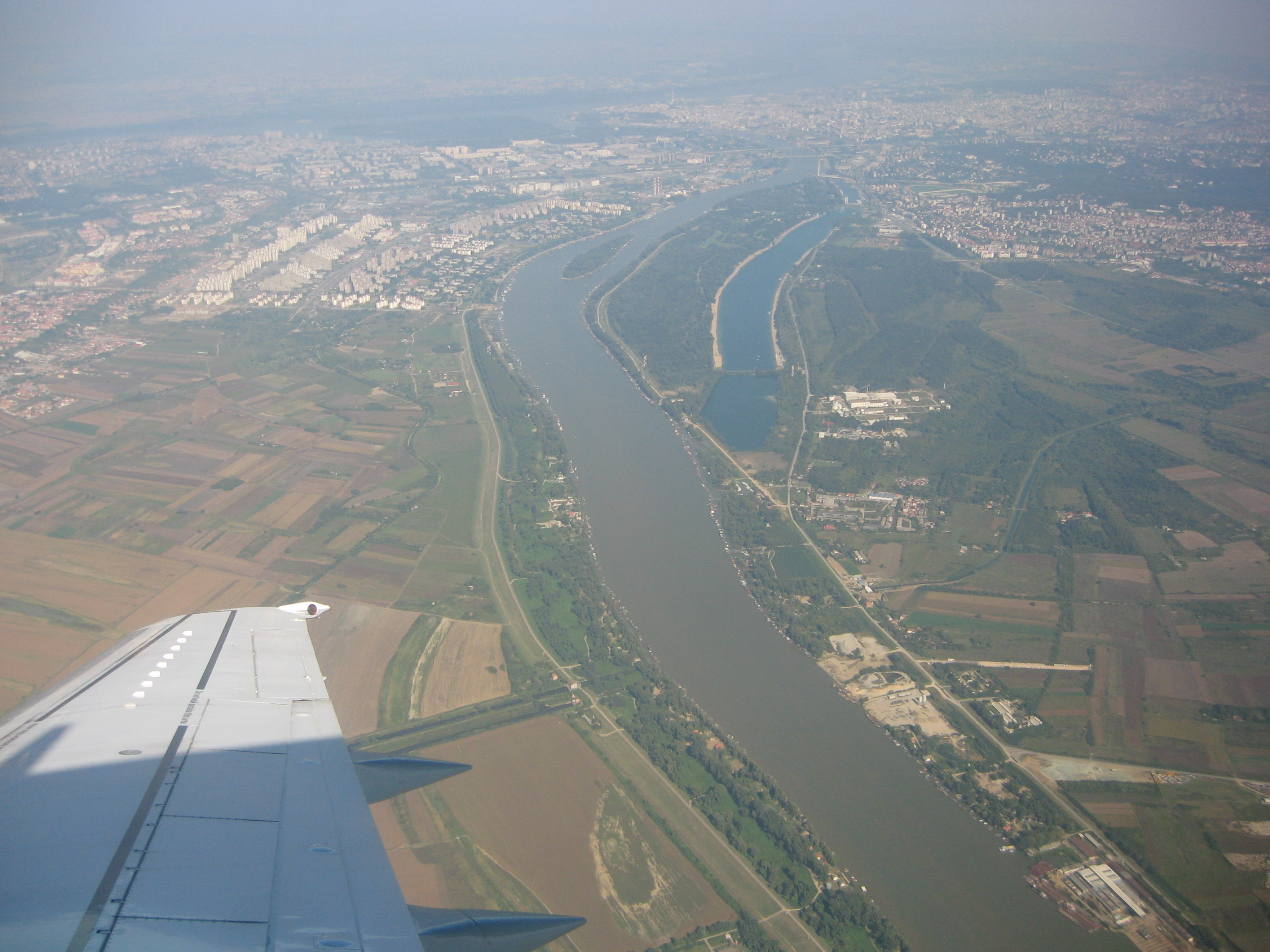
サヴァ川に浮かぶアダ・ツィガンリヤは、チュカリツァ区（写真右）とノヴィ・ベオグラード区（写真左）の間に位置している。サヴァ川は写真手前から奥に向かって流れており、写真奥にはベオグラード都心にあたるスタリ・グラードと、サヴァ川・ドナウ川合流地点がある

アダ・ツィガンリヤは、ドナウ川へと注ぎ込んでいるサヴァ川河口から4キロメートル上流にあり、川の南岸に接している。島は行政上、全域がベオグラード市チュカリツァ区に属している。上流側にある島の西端とその近く、東端近くの合計3箇所でサヴァ川右岸と陸続きになっており、東側の接続地点から下流側に突き出した半島状の地形と、河岸との間の水域はチュカリツァ湾と呼ばれる。東側の接続地点はチュカリツァ区のセニャク地区（Senjak）に隣接しており、島の中央部および西部はそれぞれチュカリツァ地区、マキシュ（Makiš）地区とサヴァ湖をはさんで接している。サヴァ川の主流をはさんだ対岸はノヴィ・ベオグラード区のブロコヴィ（Blokovi）およびサヴスキ・ナシプ地区（Savski Nasip）、そしてアダ・ツィガンリヤと同様に人工的に陸続きとなったマラ・ツィガンリヤ（Mala Ciganlija、小ツィガンリヤ）がある。アダ・ツィガンリヤとノヴィ・ベオグラードとの間には、四方を完全に川に囲まれた中州島・アダ・メジツァ（Ada Međica）がある。

## 地理
かつては完全な島であったアダ・ツィガンリヤは、現在は河岸と陸で結ばれて半島となっており、東西の長さは6キロメートル、南北の幅は700メートルであり、その面積は2.7平方キロメートルである。アダ・ツィガンリヤおよびアダ・メジツァの全域、ノヴィ・ベオグラード区の一部とマキシュ地区の一部、ならびにその間にある水域（サヴァ川およびサヴァ湖）、あわせて8平方キロメートルにおよぶ領域は、環境保全地区に指定されている。サヴァ湖はかつてはサヴァ川の分流であったが、東西2箇所の堤防によって締め切られてサヴァ川から分離され、湖となった。東側の堤防より下流側はサヴァ川とつながっており、この水域はチュカリツァ湾と呼ばれる。アダ・ツィガンリヤの島内にも小さな池があり、アダ・サファリ（Ada Safari）と呼ばれる。
アダ・ツィガンリヤの微気候（microclimate）はその立地によって形作られている。水域に囲まれており、濃密に植物がしげり、市街地よりも湿度が高くなっており、そのため島はベオグラードの気温上昇を抑える働きをしている。

### 生態系
アダ・ツィガンリヤには独特の生態系が形作られ、都市部におけるオアシスとなっている。島の大部分は森林に覆われており、オーク、ニレカバノキ、ヤナギなどの落葉樹が生い茂る。20世紀中頃には、アダ・ツィガンリヤにさらにポプラ、ビロードトネリコなどを植樹する計画があった。アダでは濃厚な森林によって都会の喧騒はかき消され、人里はなれた森を思わせる。島の全域が環境保全地区に指定されている。島の中部、西部および北部には、人の手のほとんど入っていない自然の森があり、このような環境は都市部の中州島としては珍しい。
動物相については、多様な両生類や昆虫類に加え、哺乳類までもが生息している。キツネ、ノウサギ、ノロジカ、イノシシの生息が知られている。しかし、島の動物相が危険にさらされているとの指摘もあり、2006年には新たに60羽のノウサギと100羽のキジが島に放たれた。鳥類も多く生息しており、ケリの仲間や、マガモ、ウズラ類、キジなどに加え、貴重な渡り鳥も多く訪れている。3千羽を超えるコビトウがこの地で越冬しており、これは、ヨーロッパで越冬するコビトウの5%に相当する。

### 居住地
アダ・ツィガンリヤの東部、東側の堤防の近くには、島で唯一のヒトの居住地があり、この地区は近くにあるパルチザン・ベオグラード（Partizan Belgrade）競漕クラブにちなんでパルティザン（Partizan）と呼ばれる。市の政府はこの地区の1000人ほどの住民を他地区に移動させる計画であるが、住民は反対している。2006年ヨーロッパ洪水（2006 European floods）の際、サヴァ川の水面は史上最高の723センチメートルに達し、この地区の土地より8メートル近く高くなった。市政府は住民に対して島外への移動を勧告し、堤防は崩壊の危機に瀕した。その後堤防は大幅に強化され、高さを増したが、なおも住民は島外への移住を拒否し、市政府が災害を利用して計画を推し進めようとしていると主張している。

### サヴァ湖
サヴァ湖（セルビア語:Савско језеро / Savsko Jezero）は、1967年にサヴァ川の右分流の両端をせき止め、本流から切り離して形成された人造湖であり、口語的には島とともにひとまとめにアダ、あるいはアダ・ツィガンリヤと呼ばれる。湖は長さが4.2キロメートル、幅が200メートルほどあり、水深は4メートルから6メートルほどである。水域の面積は0.8平方キロメートル、水面の高さは海抜78メートルであり、ベオグラードで最も低い土地のひとつである。湖の両岸7キロメートルにわたって砂利の浜が形成された。夏期の水温は摂氏24度程度となる。
湖をサヴァ川から隔てる両端の堤防は、導水管やポンプによって水が通れるようになっている。湖は西端近くの堤防によって更に東西2つに分けられているが、この堤防も同様に水を通すようになっている。この堤防の西側の小さな湖はタロジュニク（Taložnik、一時保管庫）と呼ばれており、サヴァ川から流れこむ水を浄化する働きをしている。沈殿・濾過によって浄化された水は、ポンプによってサヴァ湖の主部である東側の湖に流れ込む他、ベオグラードの水道局にも供給され、市の水源を担っている。また、サヴァ湖の東端では、湖から下流側のチュカリツァ湾へと電動式のポンプで排水されている。これによって湖の水は上流から下流へと流れる仕組みとなっている。湖の水はベオグラードの水道システムへも供給されているため、湖の保全は市民生活にとって不可欠なものとして厳しく保護されている。湖底には藻が生やしてあり、リンや窒素、汚泥を除去する働きをしている。モーターボートの使用も厳重に禁じられており、浜へのイヌの立ち入りも規制されている。
湖の中の生態系は、主に人工的に放流された魚類によって形作られている。湖に住む代表的な魚はハクレン、ソウギョなどであるが、大きなナマズが見つかることもあり、市民らを驚かせたため、これらが安全であるとの声明が発表された。2008年には淡水に住むマミズクラゲが見つかり、関心の的となっている 。マミズクラゲは小さくて透明な毒の弱いクラゲであり、ポリプとして成長した後にクラゲへと姿を変える。市は、この小さなクラゲは無害であり、20年以上にわたって湖に住んでいるとした。

### アダ・サファリ
アダ・サファリ（Ada Safari）は、不規則な形をした小さな池であり、アダ・ツィガンリヤの東端近くにある。主に釣りの場所として利用されている。この池は、島全体が森林化するまえの泥濘地の最後の痕跡であり、1994年に池となる前は水草などに覆われた沼地であった。池となったアダ・サファリには、釣りを楽しむために魚類が放流された。池の周りには釣り人のために300の座席が設けられ、アダ・ツィガンリヤで唯一、釣りが許可されている。池にはコイ、フナ、ソウギョやテンチが生息している。池のとなりには小さな動物園が設けられ、カモはハクチョウなどの水鳥や、クジャク、ピグミーヤギ（pygmy goat）などがいる。

## 歴史

### 呼称
アダ・ツィガンリヤの「アダ（ада / ada）」とは、セルビア語で川の中州を意味する語である。これはもともとトルコ語で島を表す語であったが、セルビア語では島を表す語として「острво / ostrvo」があり、「ada」と言えば川の中州のみを指し示す語である（アダ・メジツァ、アダ・カレフなど）。川の中州でも「ostrvo」と呼ばれるものもある（大戦争島など）が、逆に海に囲まれた島が「ada」と呼ばれることはない。
一方、「ツィガンリヤ（Циганлија / Ciganlija）」ついては、同名の小さなリンゴの品種名か、あるいはかつてこの地に住んでいたロマを表すセルビア語「ツィガニ（Цигани / Cigani）」に由来すると考えられている。この後者の説はより信憑性が高いものとみられ、18世紀後半のオーストリアとイタリアの地図にはそれぞれ「Zigeuner Insel」、「Isola degli Zingari」と記され、どちらも「ジプシーの島」を意味している。近代以降、この呼称を改める要求が度々持ち上がり、例えば、島は1946年まで「セルビア人のアダ」と呼ばれていたとの主張がなされたり、島の名前が古いケルト語の単語「singa（島）」と「lia（泥濘地）」に由来するとする説が唱えられたりした。この説は一部の人々から無批判的に「ひとつの可能性」として受け入れられたが、実際にはケルト語で島を意味する語は「inis」であり、この語は現代アイルランド語にも残っている他、スコットランド語では「innis」、ウェールズ語では「ynys」となっている。

### 歴史との関わり

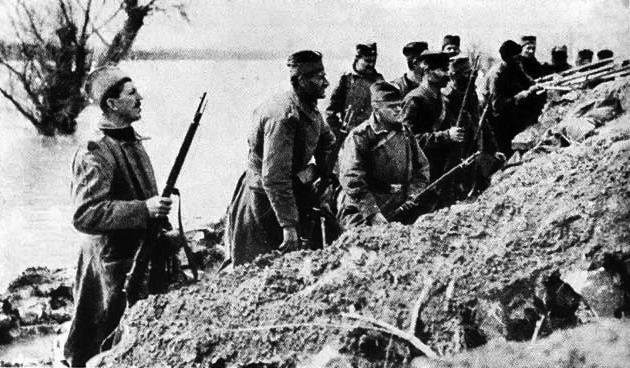
第一次世界大戦中のセルビア軍（Serbian Army）

アダ・ツィガンリヤは1821年にセルビア公・ミロシュ・オブレノヴィッチ（Miloš Obrenović）によって、公有財産としての保護が宣言された。1941年まで、この地には刑務所が置かれていた。この当時、アダ・ツィガンリヤは市民の憩いの場ではなく、砂利の浜は島の東端の辺りの対岸にある、セニャク地区（Senjak）のゴスポダルスカ・メハナ（Gospodarska Mehana）周辺にあるのみであった。しかし、この当時の著名なセルビアの作家・ブラニスラヴ・ヌシッチ（Branislav Nušić）はこの地をVodeni cvet（瑞々しい花）と呼び、その美しさを表現した。1946年7月17日の夜、共産主義体制となった新しいユーゴスラビア連邦の政権は、第二次世界大戦中の敵対勢力の政治家や軍事指導者らをナチズムの協力者として糾弾し、処刑した。処刑された中には、チェトニックの指導者・ドラジャ・ミハイロヴィッチやコスタ・ムシツキ（Kosta Mušicki）、セルビア救国政府の閣僚であったタナシイェ＝タサ・ディニッチ（Tanasije-Tasa Dinić）、ジュラ・ドキッチ（Đura Dokić）、ヴェリボル・ヨニッチ（Velibor Jonić）などがいた。
長年にわたって、アダ・ツィガンリヤは釣り人に人気の場であり、俳優のパヴレ・ヴイシッチ（Pavle Vujisić）もこの場所を好んだ。1988年に彼が死去すると、島と本土をつなぐ堤防道路に彼の名をつける案が持ち上がったが実現せず、後にゼムン区の新しい区画アルティナ（Altina）の通りに彼の名がつけられた。1967年に堤防が築かれて島が本土と結ばれ、1971年にカヤックのチャンピオンシップが開催される等、各種のスポーツ大会が開かれるようになると、この地にはスポーツ施設などが整えられるようになり、市民のレクリエーションの場へと姿を変えていった。1980年代になると、音楽とエンターテイメントのショー「アダの夏（Leto na Adi）」が催されてセルビア国営放送によって生中継され、アダの人気は更に高まっていった。
現在のアダ・ツィガンリヤは、チュカリツァ区が運営する公営企業「JP Ada Ciganlija」によって管理されており、レクリエーション地区やサヴァ湖の浜が維持されている。この企業はアダ・ツィガンリヤの清掃や、湖底の藻の手入れをはじめとする管理業務、安全維持などの責任を負っている。島は公有となっているが、公共セクションのみが独占的に島を使用しているわけではなく、ゴルフ場などのレクリエーション施設やビジネス施設を運営する私企業も多数ある。

## 施設と利用

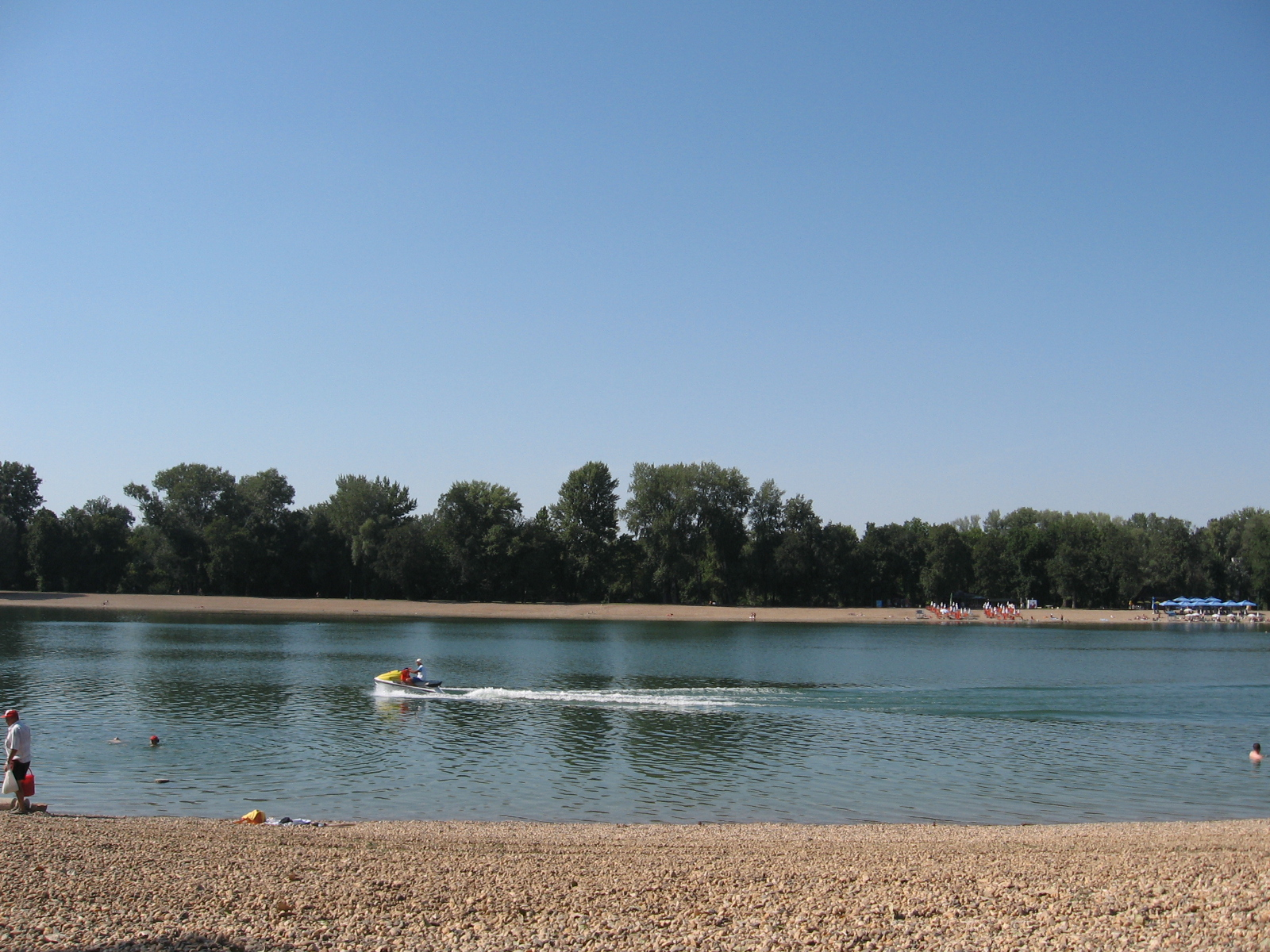
アダ・ツィガンリヤのビーチ。対岸のマキシュ地区は森林に覆われている

スポーツ施設の他に、7キロメートルにおよびサヴァ湖岸の浜には、仕切りで区切られ、よく保安の目の行き届いた子供の水泳用の区画がある。湖畔には高い監視塔や多数の監視台があり、安全管理がなされている。そのうちのひとつは、入口部分でホテル・イェゼロ（Jezero）が営業している。
島の東端の側には、多数のはしけや水上小屋が固定されており、ベオグラード市民が、都会の喧騒を避けて豊かな自然の中で週末を過ごすために利用されている。他にも、多くの市民が釣りやピクニックなどでアダを訪れている。ビーチからはベオグラード中心部を見渡すことができ、夕日が美しい。

### スポーツ

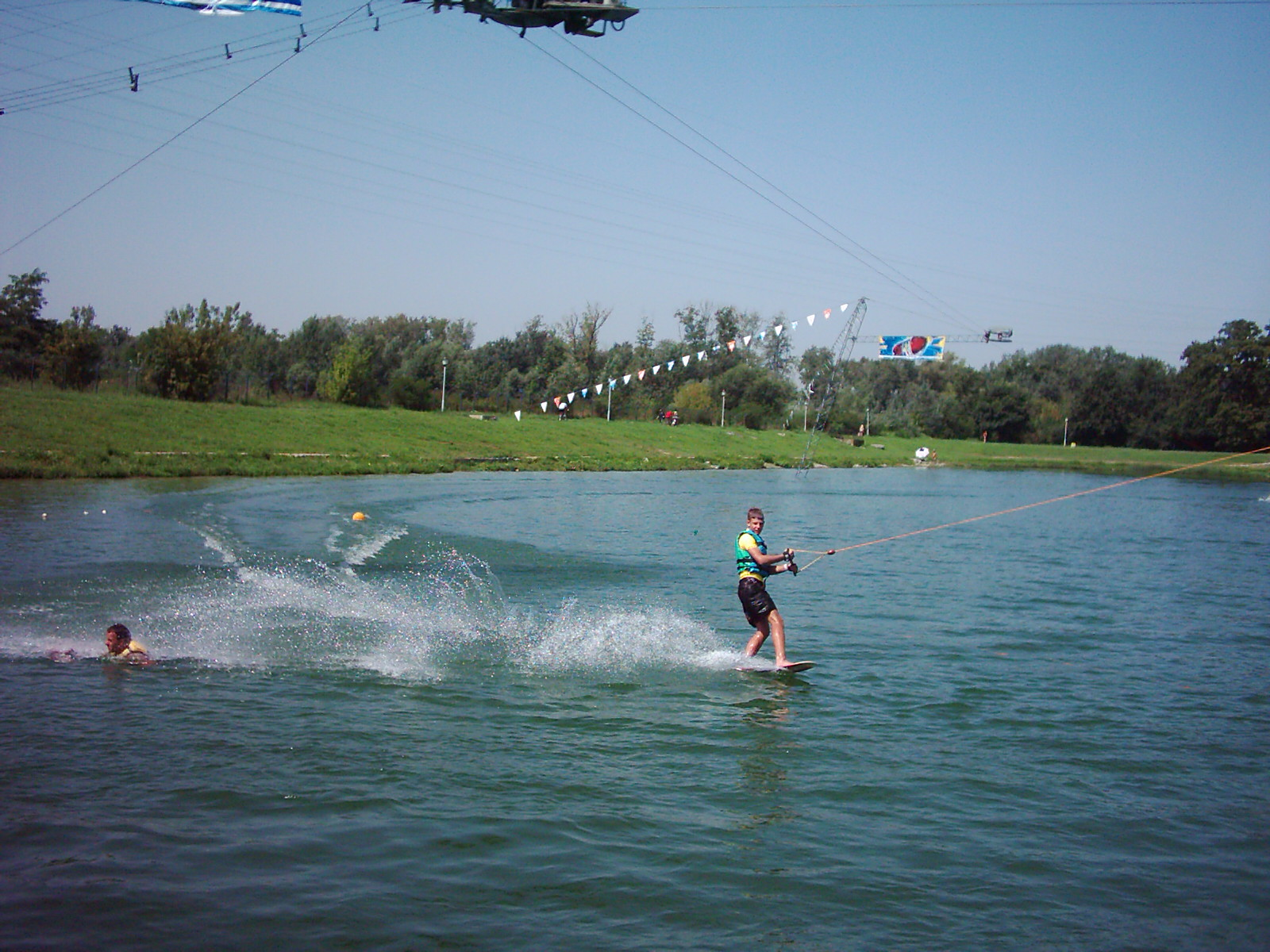
ウォータースキー

島はベオグラードのスポーツ活動の中心地として整備が進められている。アダ・ツィガンリヤには数多くのスポーツ施設が整備されている。
| - テニスコート - 自転車道 - バレーボールコート - ビーチバレーコート - サッカーのフィールド - フットサルのフィールド - スケートボード競技場 - ローラースケート競技場 - バスケットボールコート - ペイントボール競技場 | - 野球競技場 - スポールブール競技場 - ウォーターフットボール競技場 - ラグビー競技場 - カヤック競技場 - ロッククライミング施設 - チェス施設 - ウォータースライダー - ボート競技コース - 飛込競技施設 | - アルペンスキー競技場 - スノーボード競技場 - バンジージャンプ施設 - フィールドアスレチックコース - 釣り施設 - ケーブルスキー施設 - カヌー施設 - 水球コート - ペダルボート - ゴルフ場 |

アダ・ツィガンリヤでは、これまでに数多くの地域的・国際的なボート競技やカヤックなどウォータースポーツの大会が行われてきた。島のゴルフ場はセルビアで最も古い部類のものであり、後にクラブ・ハウス、ゴルフ用品店、ゴルフ・スクールや練習場も設けられた。セルビア・ゴルフ協会は、当初から一貫してこのゴルフ場に本部を置いている。
島にはボート競技クラブがあり、VKパルティザン（VK Partizan）、VKツルヴェナ・ズヴェズダ（VK Crvena Zvezda、レッドスター）、VKグラフィチャル（VK Grafičar）などのクラブがある。セーリングのスクールとクラブもあり、関連施設も整えられている。

### レストランとナイトライフ

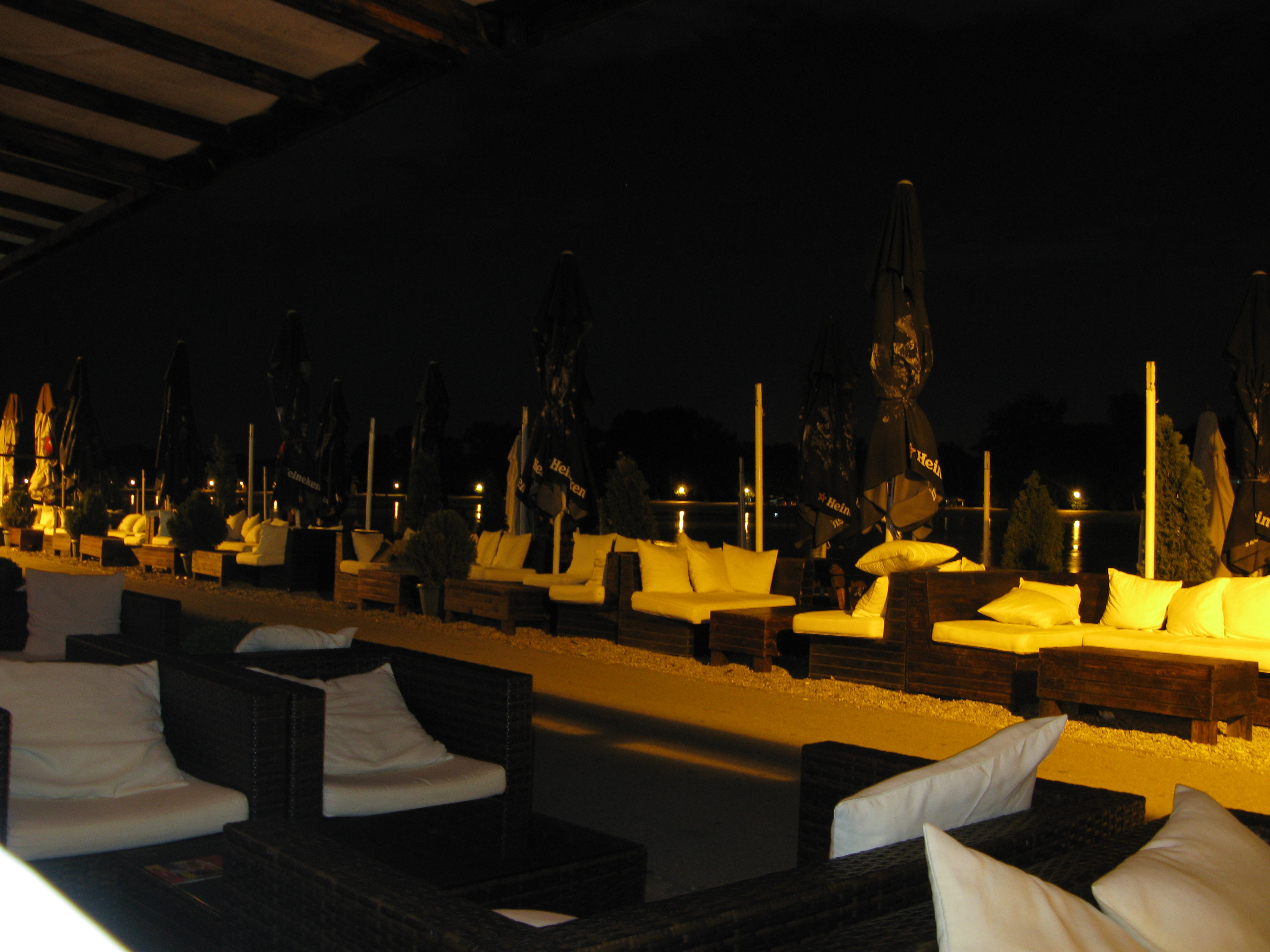
ラウンジ

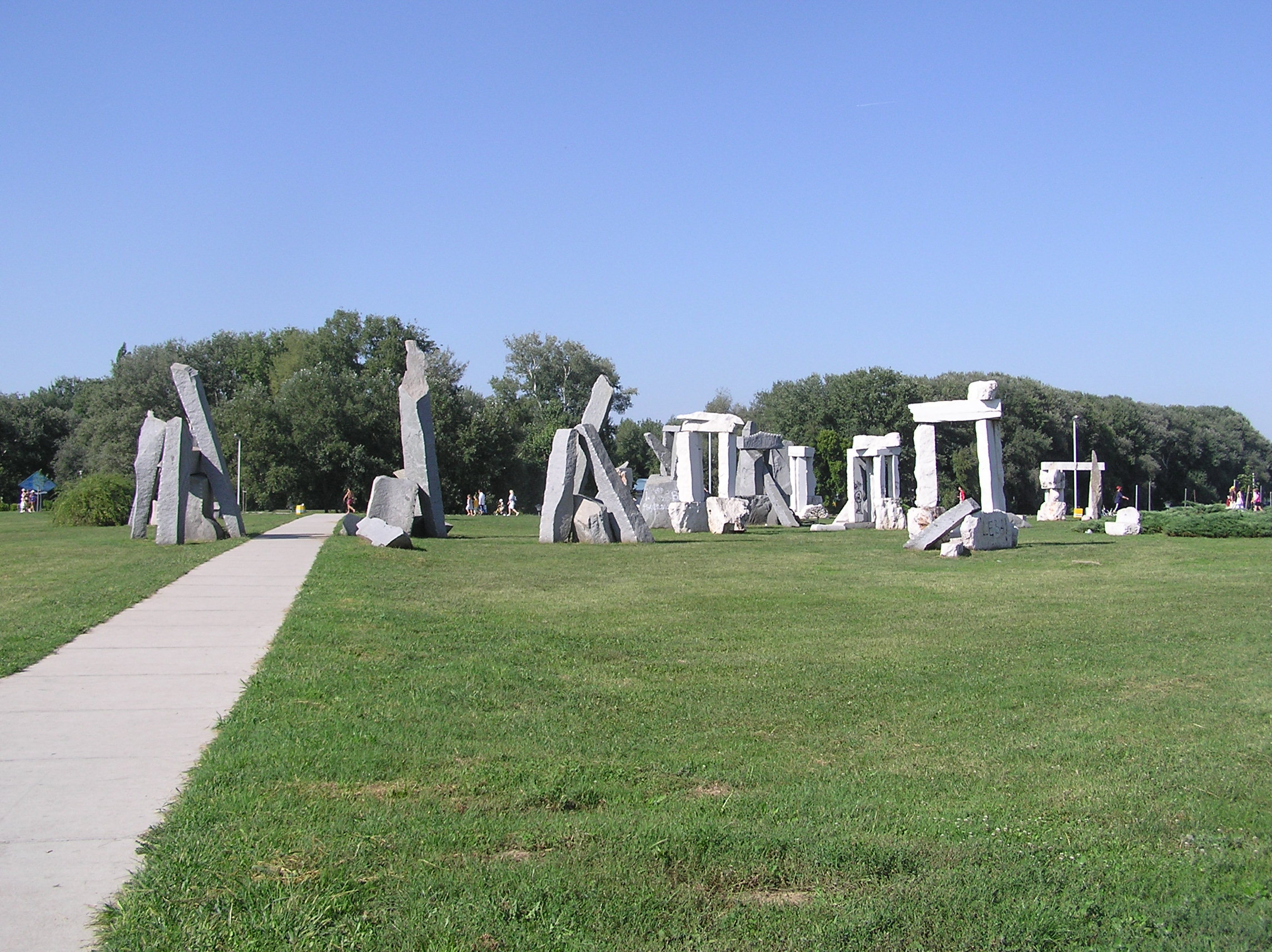
芸術作品

アダ・ツィガンリヤはベオグラードのナイトライフの一大拠点であり、一帯には70を超えるレストランやバー、カフェ、カフェ・シネマがある。河岸には水上小屋（はしけ、сплавови / splavovi）があり、レストラン等が営業している。

### ランドマーク

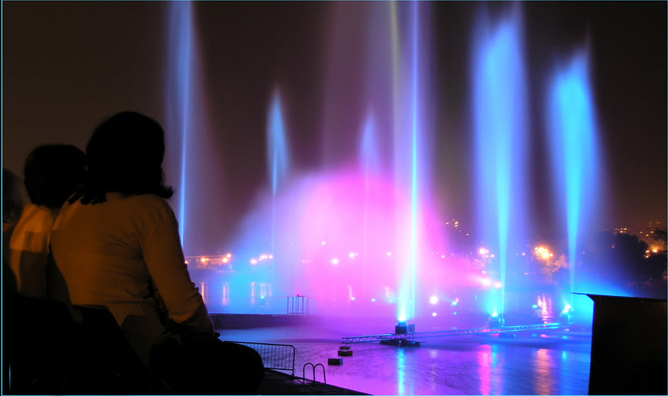
噴水とライトアップによるショー

アダの特筆すべきランドマークのひとつに噴水があり、レマン湖のジェドー（Jet d'Eau）を元にして作られている。アダの噴水は1996年に設置され、ジェドー同様に140メートルの高さがある。噴水は、凍結や強風などの時以外は、昼間は年中稼働している。春から秋にかけては夕刻にも稼働しており、ライトアップされる。夏の間は色どり鮮やかなレーザーによるライトアップがなされる。
島の東端には彫刻作品が展示されている。この他、児童劇場や、ロビンソン・クルーソーをテーマとした展示もある。

## 交通

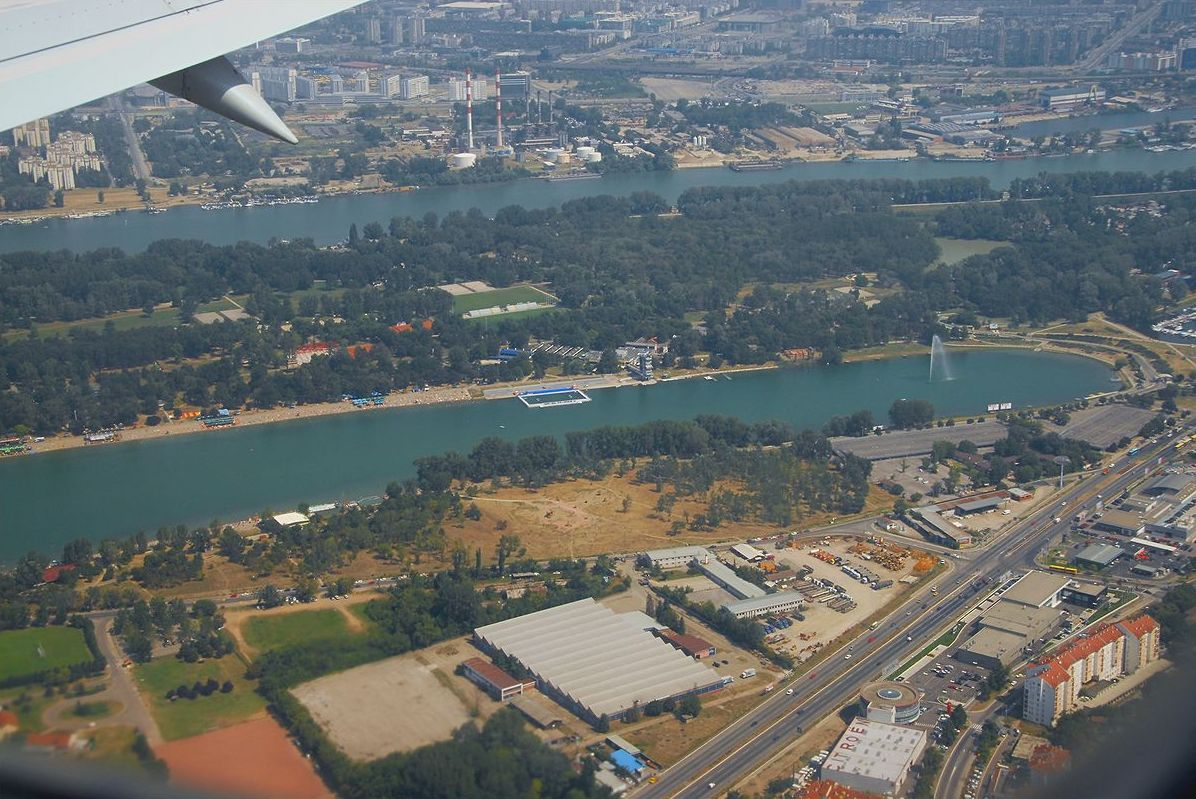
航空機からみたアダ・ツィガンリヤ

堤防上に築かれた道路によって島へは陸路で立ち入ることができる。GSPベオグラードが運営する数多くのバス路線が、島の東側の入り口の近くを通っている。また、路面電車の路線からも近い。アダの訪問者の増加に対応して、GSPベオグラードは季節限定で市内各地からアダへの臨時バスを走らせている。2008年には、ベオグラード中心部およびヴィディコヴァツ（Vidikovac）、ゼムンおよびブロコヴィ（Blokovi）、コニャルニク（Konjarnik）、ミリイェヴォ（Mirijevo）、ベジャニイスカ・コサ（Bežanijska Kosa）およびノヴィ・ベオグラードなどからの臨時バス路線が運行された。
市内の河岸からアダまでを結ぶフェリー路線もある。2008年にはボートによる公共交通実験が始まり、ノヴィ・ベオグラードのブロック44とアダ・ツィガンリヤを結ぶ路線が開設された。また、域内には観光列車と呼ばれる、巡回する電気自動車のバスが運行している。島の東端、チュカリツァ湾に面した地区には観光用のマリーナがあり、その拡張・常設化の計画もある。サヴァ湖内でのモーターボートの使用や、島での自動車の使用は禁じられている。島から陸続きになっているマキシュ地区には広大な駐車場が整備されている。

### アダ橋

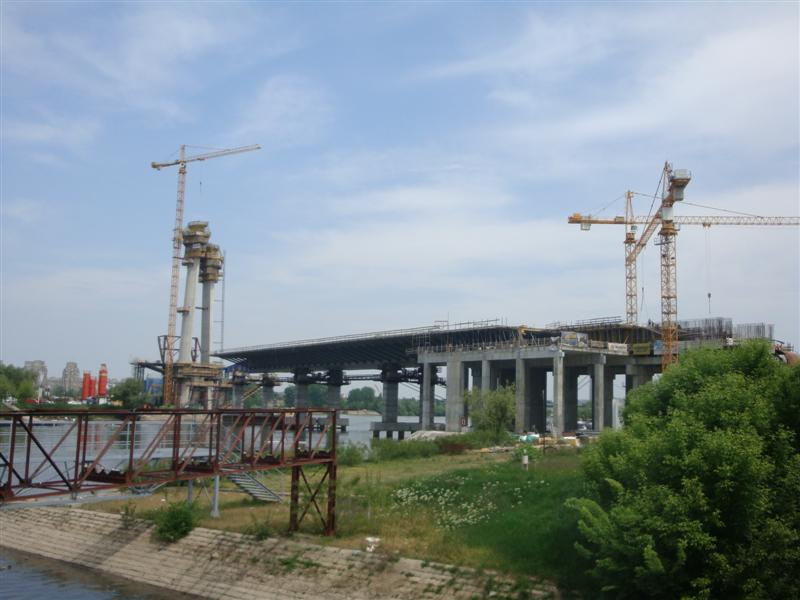
建設中のアダ橋

サヴァ川を渡る新しい斜張橋の建設が2008年から始まっている。アダ橋と呼ばれるこの橋はアダ・ツィガンリヤの東端を通る予定であり、その高さ・大きさから、アダの新しいランドマークとなると期待されている。中央の塔の高さは200メートルであり、多数のケーブルによって橋桁を支持するようになっている。島の上を通る橋桁にはライトレールの駅が設けられ、島とを結ぶエレベータが設けられる予定である。

## 社会的見解
アダ・ツィガンリヤがレクリエーションの場として人気が高まるにつれ、その重要性についての認識は変化していった。1980年代の経済危機と、それに続く1990年代の戦乱の時代、経済的に困窮した多くの人々にとって唯一のレクリエーションの場であったアダは「必要悪」とみられていた。アダへの立ち入りは無料であり、あまりに多くの人々が押し寄せ、衛生状態は悪化し、救護施設もなかった。2000年代に入り状況が好転すると、アダ・ツィガンリヤは十分にメンテナンスされるようになり、必要な設備、商業・レクリエーション用施設が整備された。更に新しいスポーツ施設もできて、アダはベオグラード市民、特に若者たちのレクリエーションの場として十分に機能するようになった。